# 螺戊烷
螺戊烷是一种三角烷类有机物，化学式为C
5H
8，它是最简单的螺环烷烃。它最早于1887年被发现，数年后其分子结构得到标准。
它在200 °C分解，对其于360~410 °C热解，会扩环得到其异构体亚甲基环丁烷，并同时生成乙烯和丙二烯。